# Oscar 1930 (2)
Cea de-a treia ediție a premiilor Oscar a avut loc la 5 noiembrie 1930  la Hotelul Ambassador din Los Angeles, fiind organizată de Academia Americană de Film (Academy of Motion Picture Arts and Sciences, AMPAS). A onorat cele mai bune filme lansate între 1 august 1929 și 31 iulie 1930.
Nimic nou pe frontul de vest a fost primul film care a câștigat atât premiul pentru cel mai bun film, cât și pe cel pentru cel mai bun regizor, lucru care a devenit o obișnuință în anii următori. Lewis Milestone a devenit prima persoană care a câștigat două Oscaruri, câștigând premiul pentru cel mai bun regizor - comedie la prima ediție a Oscarului.
The Love Parade a primit șase nominalizări, cel mai mare număr de nominalizări până în acel moment. Cu toate acestea, nu a câștigat la nici o categorie. 
În acest an a fost introdusă categoria pentru cel categoria cel mai bun mixaj sonor, devenind prima categorie nouă de la începutul acordării premiilor. Premiul i-a fost acordat lui Douglas Shearer, fratele câștigătoarei premiului pentru cea mai bună actriță, Norma Shearer, devenind primii frați care câștigă premii Oscar din istoria acordării premiului.

## Premii

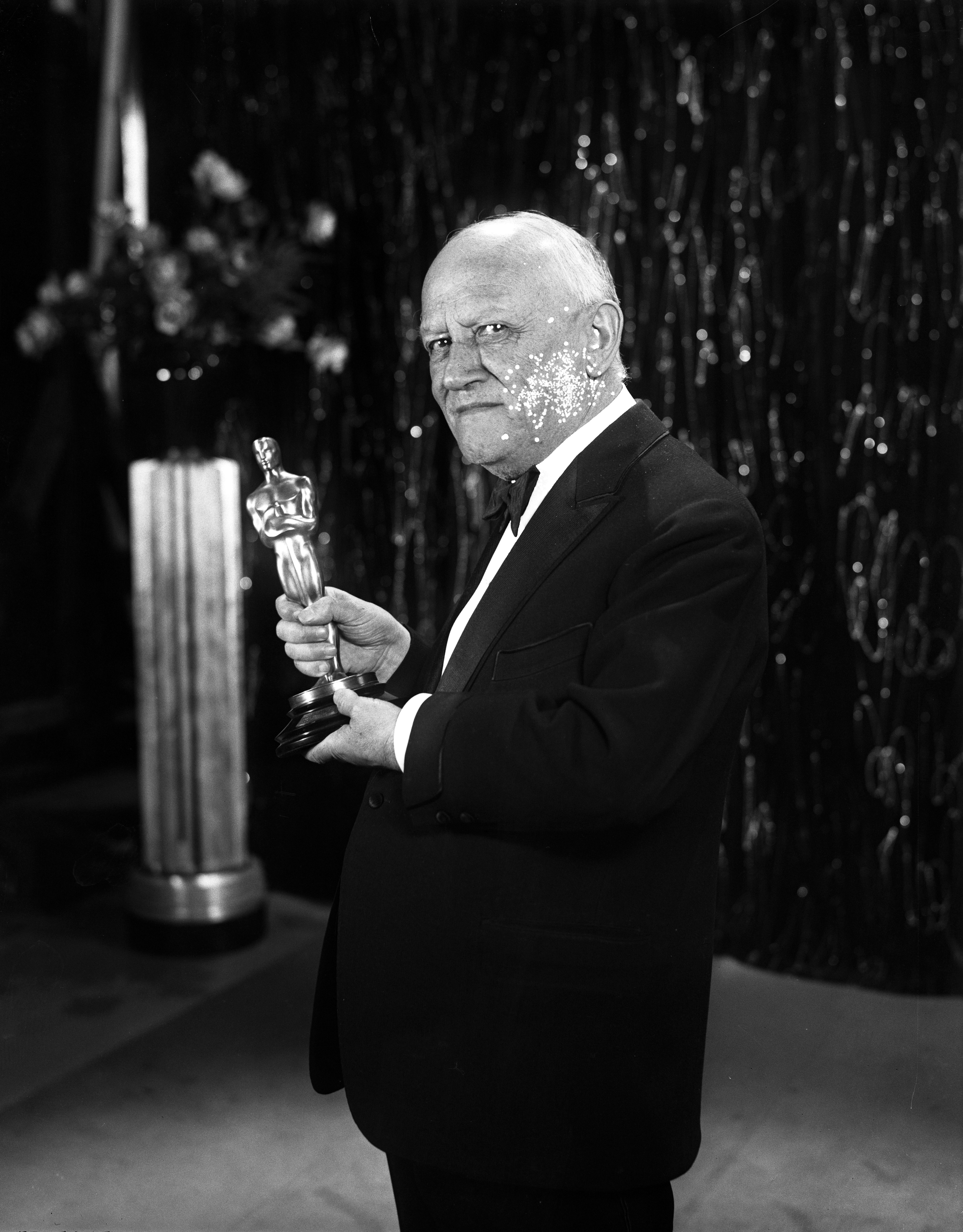
Carl Laemmle Jr.

Câștigătorii sunt prezentați primii în listă și subliniați cu caractere îngroșate.
| Film excepțional - Nimic nou pe frontul de vest – Carl Laemmle Jr., pentru Universal Studios - The Big House – Irving Thalberg pentru Metro-Goldwyn-Mayer - Disraeli – Jack L. Warner și Darryl F. Zanuck pentru Warner Bros. - Divorțata – Robert Z. Leonard pentru Metro-Goldwyn-Mayer - The Love Parade – Ernst Lubitsch pentru Paramount Pictures                                                                         | Cel mai bun regizor - Lewis Milestone – Nimic nou pe frontul de vest - Clarence Brown – Anna Christie - Robert Z. Leonard – Divorțata - King Vidor – Hallelujah - Ernst Lubitsch – The Love Parade - Clarence Brown – Romance                             |
| Cel mai bun actor - George Arliss – Disraeli ca Benjamin Disraeli - George Arliss – The Green Goddess - Wallace Beery – The Big House - Maurice Chevalier – The Big Pond și The Love Parade - Ronald Colman – Bulldog Drummond and Condamnat - Lawrence Tibbett – The Rogue Song | Cea mai bună actriță - Norma Shearer – Divorțata ca Jerry Martin - Nancy Carroll – Vacanța diavolului - Ruth Chatterton – Sarah ;i fiul - Greta Garbo – Anna Christie and Romance - Norma Shearer – Propria lor dorință - Gloria Swanson – The Trespasser |
| Cel mai bun scenariu - The Big House – Frances Marion - Nimic nou pe frontul de vest – George Abbott, Maxwell Anderson și Del Andrews, bazat pe roman de Erich Maria Remarque - Disraeli – Julien Josephson, bazat pe piesa de teatru Disraeli de Louis N. Parker - Divorțata – John Meehan, bazat pe romanul Fosta soție de Ursula Parrott - Street of Chance – Howard Estabrook, bazat pe o poveste de Oliver H. P. Garrett | Cel mai bun mixaj sonor - The Big House – Douglas Shearer - Cazul sergentului Grișa – John E. Tribby - The Love Parade – Franklin Hansen - Raffles – Oscar Lagerstrom - Song of the Flame– George Groves                                                  |
| Cele mai bune decoruri - Regele jazzului – Herman Rosse - Bulldog Drummond – William Cameron Menzies - The Love Parade – Hans Dreier - Sally– Jack Okey - Regele vagabond – Hans Dreier | Cea mai bună imagine - Cu Byrd la Polul Sud – Joseph T. Rucker și Willard Van der Veer - Nimic nou pe frontul de vest – Arthur Edeson - Anna Christie – William Daniels - Îngerii iadului – Tony Gaudio și Harry Perry - The Love Parade – Victor Milner  |

## Nominalizări și premii multiple
| Următoarele opt filme au primit multiple nominalizări: - 6 nominalizări: The Love Parade - 4 nominalizări: Nimic nou pe frontul de vest, The Big House și Divorțata - 3 nominalizări: Disraeli și Anna Christie - 2 nominalizări: Bulldog Drummond și Romance | Următoarele două filme au primit multiple premii: - 2 premii: Nimic nou pe frontul de vest și The Big House |